# Taimuraz Friev
Taimuraz Naskideava Friev (in russo Таймураз Русланович Фриев?; Vladikavkaz, 15 settembre 1986) è un lottatore russo naturalizzato spagnolo, specializzato nella lotta libera. Ha rappresentato la Spagna ai Giochi olimpici estivi di Rio de Janeiro 2016, concludendo al tredicesimo posto in classifica nel torneo della lotta libera, categoria 86 chilogrammi.

## Palmarès

### Per la Spagna
- Mondiali

Budapest 2018: bronzo negli 86 kg.
- Giochi del Mediterraneo

Tarragona 2018: bronzo negli 86 kg.
- Campionati del Mediterraneo

Madrid 2013: oro negli 86 kg.

### Per la Russia
- Europei junior

Breslavia 2005 bronzo nei 74 kg.